# Отз Алп
Отз Алп (на френски: Hautes-Alpes, „Горни Алпи“) е департамент в регион Прованс-Алпи-Лазурен бряг, югоизточна Франция. Образуван е през 1790 година от южните части на провинция Дофине и най-северната част на Прованс. Площта му е 5549 km², а населението – 135 836 души (2009). Административен център е град Гап.